# Корина Казанова
Корина Казанова (итал. Corina Casanova; Иланц, 4. јануар 1956) је швајцарска политичарка. Од 2008. Била је на функцији савезног канцелара од (2008-2015). Чланица је Демохришћанске партије Швајцарске.